# Leptotarsus luteistigma
Leptotarsus luteistigma är en tvåvingeart som först beskrevs av Alexander 1940.  Leptotarsus luteistigma ingår i släktet Leptotarsus och familjen storharkrankar. Inga underarter finns listade i Catalogue of Life.